# クレイ郡 (ネブラスカ州)
座標: 北緯40度52分 西経98度05分 / 北緯40.867度 西経98.083度
クレイ郡（英: Clay County）は、アメリカ合衆国のネブラスカ州にある郡。2000年時点での人口は7,039人で、郡庁所在地はクレイ・センター (Clay Center)。ケンタッキー州選出のアメリカ合衆国上院議員でアメリカ合衆国国務長官などを務めた同国の大物政治家、ヘンリー・クレイにちなんで名づけられた。
ネブラスカ州のナンバープレートで、クレイ郡の車両は最初の数字が30になっている。これは1922年にナンバープレートの制度を確立した際、クレイ郡の車両登録数が州内の郡のなかで30番目に多かったからである。

## 地理
アメリカ合衆国国勢調査局によると、この郡は総面積1,485 km2 (574 mi2) である。このうち1,484 km2 (573 mi2)が陸地で、1 km2 (0 mi2) が海や湖などの水地域である。総面積のうち0.09%が水地域となっている。

### 隣接する郡
- ハミルトン郡（北）
- フィルモア郡（東）
- ナッコルズ郡（南）
- アダムズ郡（西）

## 人口動静

2000年の時点での郡の人口ピラミッド

2000年の国勢調査によると、クレイ郡には7,039人、2,756世帯、及び1,981家族が暮らしている。人口密度は5/km2 (12/mi2) で、2/km2 (5/mi2) の平均的な密度に3,066軒の住居が建っている。この郡の人種の構成は白人97.57%、黒人（アフリカ系アメリカ人）0.17%、先住民0.31%、アジア系0.30%、太平洋諸島系はおらず、その他の人種1.24%、及び混血0.41%で、3.48%の人々がヒスパニックまたはラテン系である。郡民の49.4%がドイツ系、7.2%がイングランド系、7.2%がアメリカ系、5.4%がスウェーデン系、5.3%がアイルランド系移民の子孫である。
クレイ郡に住む2,756世帯のうち、32.90%は18歳未満の子どもと暮らしており、63.70%は夫婦で生活している。5.50%は未婚の女性が世帯主であり、28.10%は家族以外の住人と同居している。25.70%は独居で、全世帯の13.10%は65歳以上の独居老人世帯である。1世帯あたりの平均人数は2.52人であり、家庭の場合は3.03人である。
郡の住民は27.30%が18歳未満の子どもで、18歳以上24歳以下が5.90%、25歳以上44歳以下が25.30%、45歳以上64歳以下が23.60%、および65歳以上が18.00%となっている。平均年齢は40歳である。女性100人に対して男性は95.10人いて、18歳以上の女性100人に対しては男性は95.00人いる。
郡の世帯ごとの平均収入は34,259米ドルで、家族ごとでは39,541米ドルである。男性の28,321米ドルに対して女性は19,870米ドルの平均的な収入がある。この郡の一人当たりの収入 (per capita income) は16,870米ドルである。総人口の10.40%、家族の8.50%は貧困線以下である。18歳未満の子どもの13.40%及び65歳以上の6.60%は貧困線以下の生活を送っている。

## 都市、村およびその他コミュニティ
- クレイ・センター (en:Clay Center, Nebraska)
- デウィーズ (en:Deweese, Nebraska)
- エドガー (en:Edgar, Nebraska)
- フェアフィールド (en:Fairfield, Nebraska)
- グレンヴィル (en:Glenvil, Nebraska)
- ハーヴァード (en:Harvard, Nebraska)
- インランド (en:Inland, Nebraska)
- オング (en:Ong, Nebraska)
- サロンヴィル (en:Saronville, Nebraska)
- サットン (en:Sutton, Nebraska)
- トランブル (en:Trumbull, Nebraska) アダムズ郡にまたがって位置する

## 郡区
- エドガー (en:Edgar Township, Clay County, Nebraska)
- エルドラド (en:Eldorado Township, Clay County, Nebraska)
- フェアフィールド (en:Fairfield Township, Clay County, Nebraska)
- グレンヴィル (en:Glenvil Township, Clay County, Nebraska)
- ハーヴァード (en:Harvard Township, Clay County, Nebraska)
- インランド (en:Inland Township, Clay County, Nebraska)
- レスター (en:Leicester Township, Clay County, Nebraska)
- ルイス (en:Lewis Township, Clay County, Nebraska)
- ローガン (en:Logan Township, Clay County, Nebraska)
- ローン・ツリー (en:Lone Tree Township, Clay County, Nebraska)
- リン (en:Lynn Township, Clay County, Nebraska)
- マーシャル (en:Marshall Township, Clay County, Nebraska)
- スクール・クリーク (en:School Creek Township, Clay County, Nebraska)
- シェリダン (en:Sheridan Township, Clay County, Nebraska)
- スプリング・ランチ (en:Spring Ranch Township, Clay County, Nebraska)
- サットン (en:Sutton Township, Clay County, Nebraska)